# Liza Beamish
Liza Beamish este o soprană de coloratură australiană.
De-a lungul carierei sale Beamish a interpretat diferite roluri lirice atât în Australia cât și în străinătate cântând cu diferite companii de operă așa cum ar fi Opera Australia, WA Opera Co, Queensland Opera, The London Opera și cu Opera națională din Republica Cehă. 
Kathleen Procter-Moore și Liza Beamish au creat un duet muzical de mare armonie și forță numit de presa australiană Duo Diva Arhivat în 9 mai 2008, la Wayback Machine. ].  În același timp, cele două soprane australiene, care cântă adesea itinerând diferite opere din țara lor, sunt considerate promotoare ale genului interpretativ / stilului popera. 